# Uqbar
 (décembre 2016).
Améliorez-le ou discutez des points à vérifier. 
 (novembre 2010).
- Si vous ne connaissez pas le sujet, laissez ce bandeau (vous pouvez alors contacter les auteurs).
- Si vous supprimez le contenu mis en cause (vous pouvez préalablement contacter les auteurs),

argumentez précisément cette suppression dans la page de discussion
(un manque de référence n'est pas un argument ; une recherche réelle de référence doit avoir été effectuée, être formellement documentée).
Uqbar est le nom d'une ville, réelle ou imaginaire.

## Ukbar, selon Borgès
Uqbar est connu avant tout comme un lieu imaginaire auquel l'écrivain Jorge Luis Borges fait référence dans sa célèbre nouvelle Tlön, Uqbar, Orbis Tertius, publiée en 1940. Uqbar est un lieu doublement fictionnel, puisqu'au sein même de la narration c'est un lieu de fiction. L'histoire commence avec la découverte par le narrateur d'un article délibérément erroné de l'édition 1902 de Encyclopædia Britannica. L'auteur cultive l'ambiguïté entre réalité et imagination puisque malgré son caractère fictionnel, la nouvelle fait référence a des personnes et de lieux réels.
Il existe un grand nombre de canulars au sujet d'Uqbar, et de nombreux écrivains ont affirmé que l'Uqbar de Borges était entièrement fictionnelle. Cependant, il existe au moins un lieu réellement nommé Uqbar, en Algérie, ainsi qu'une ville du nom d'Ukbara, en Irak : les deux présentent des similitudes avec l'Uqbar de Borges. Ces toponymes ont peut-être inspiré Borges, même si la description qu'il fait de la culture uqbarienne est bien entendu pure invention.

## Ukbara, en Irak, une source possible
La ville d'Ukbara (en) (عكبرا) était située sur la rive gauche du Tigre, entre Samarra et Bagdad. Les deux hérésiarques juifs fondateurs du mouvement Okbarite (qui s'est détaché du Karaïsme, mouvement qui est lui-même une hérésie du judaïsme) y sont nés, ainsi qu'un grand universitaire et grammairien musulman, al-Ukbari - auquel Borges s'est peut-être identifié, puisqu'ils étaient tous deux aveugles.
L'auteur s'est peut-être inspiré de la Jewish Encyclopedia publiée entre 1901 et 1906, qui fait référence à la ville d'Ukbara dans son article sur l'hérésiarque Meshwi al-Ukbari. On trouve une autre référence à cette ville — à laquelle il est beaucoup moins probable que Borges ait eu accès — dans l'article « Ukbar, selon Borgès » de l'Allgemeine Encyclopädie der Wissenschaften und Künste publiée en 1818.

### Uqbar selon Borges
Uqbar est délimité au Sud par le delta du Fleuve Axa et les plaines de Tsal Jaldoum.
Dans la description qui en est faite dans la nouvelle, Borges constate que seuls trois lieux géographiques parmi tous ceux cités sont connus : Erzurum, Arménie et Khorassan. Il cite également une lettre manuscrite de Gunnar Erfjord - Boris Baruq Nolt, in Bulletin de l'Institut de Linguistique de Louvain, 1973. Il est intéressant alors de remarquer que Boris est anagramme de Orbis, Baruq d'Uqbar (en verlan) et Nolt de Tlön (inversé), levant en partie le mystère de l'origine du nom d'Uqbar !
- dans les îles du delta : ruines de religieux orthodoxes, obélisques, miroirs de pierre